# Specialitate (medicină)
O specialitate medicală este o ramură a practicii medicale care se concentrează pe un grup definit de pacienți, boli, competențe, sau filozofie. Exemple sunt cele pentru copii (paediatrie), cancer (oncologie), medicină de laborator (patologie) sau îngrijire primară (medicină de familie). După finalizarea școlii medicale, medicii sau chirurgii, își continuă de obicei, educația lor medicală într-o specialitate specifică de medicină, prin completarea a mai mulți ani de rezidență pentru a deveni specialiști.

## Istoria specializării medicale
Într-o anumită măsură, medicii au fost mult timp de specialitate. Potrivit lui Galen, specializarea era comună în rândul medicilor romani. Sistemul special de specialități medicale moderne a evoluat treptat în secolul al XIX-lea. Recunoașterea socială informală a specializării medicale a evoluat înainte de sistemul juridic formal. Subdiviziunea specială a practicii medicinei în diferite specialități variază de la o țară la alta și este oarecum arbitrară.